# Georges Bourianou

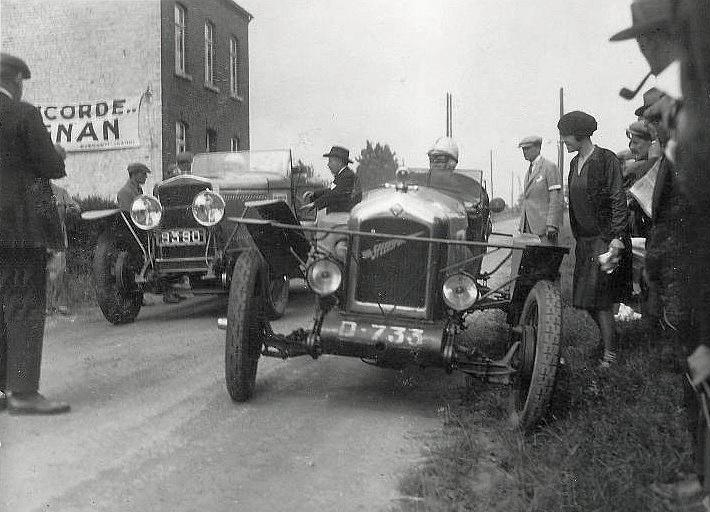
Départ du Circuit de Thuin en juin 1927 (Georges Bourianou à droite).

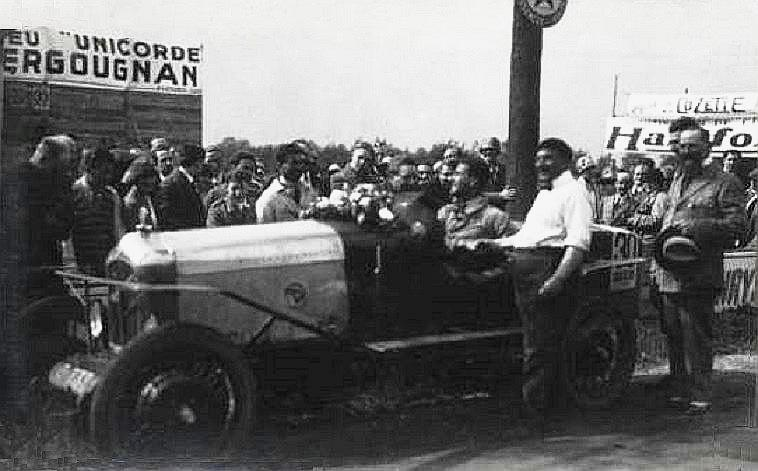
Circuit de Thuin le 12 juin 1927, Georges Bourianou sur "Speedsport" version route (à garde-boues).

Georges Bourianou (Bouriano, ou encore George Burianu dans son pays natal), né le 20 août 1901 à Brăila et décédé en 1996 à Waterloo, est un ancien pilote automobile roumain de voitures de course, essentiellement en Grand Prix.

## Biographie
Il part en Italie à l'âge de 16 ans, où il rencontre Felice Nazzaro qui lui suggère alors de tenter sa chance en Belgique. Il s'exécute et s'installe à Waterloo, puis il devient ingénieur chez Minerva, un fabricant de voitures essentiellement de luxe.
Sa carrière en compétition automobile s'étale surtout entre 1925 et 1933, alors qu'il a émigré en Belgique après s'être déjà essayé aux sports mécaniques en Italie, au début des années 1920.
En 1927 et 1928 il évolue sur E.H.P. (de), un cyclecar français équipé d'un moteur Speedsport, avant de s'offrir sa première Bugatti en 1929, une T35C (puis il devient aussi propriétaire d'un T35B en mars 1930, revendue à Arthur Legat en 1934).
Durant le premier conflit mondial, il sert comme pilote volontaire auprès de la British Royal Air Force. Une fois les hostilités achevées, il revient en Belgique pour être employé par la Beherman & Demoen Company, qui importe et distribue alors notamment des Land Rover dans le pays.
Ses voitures Bugatti sont exposées au Indianapolis Motor Speedway Hall of Fame Museum.

## Palmarès automobile

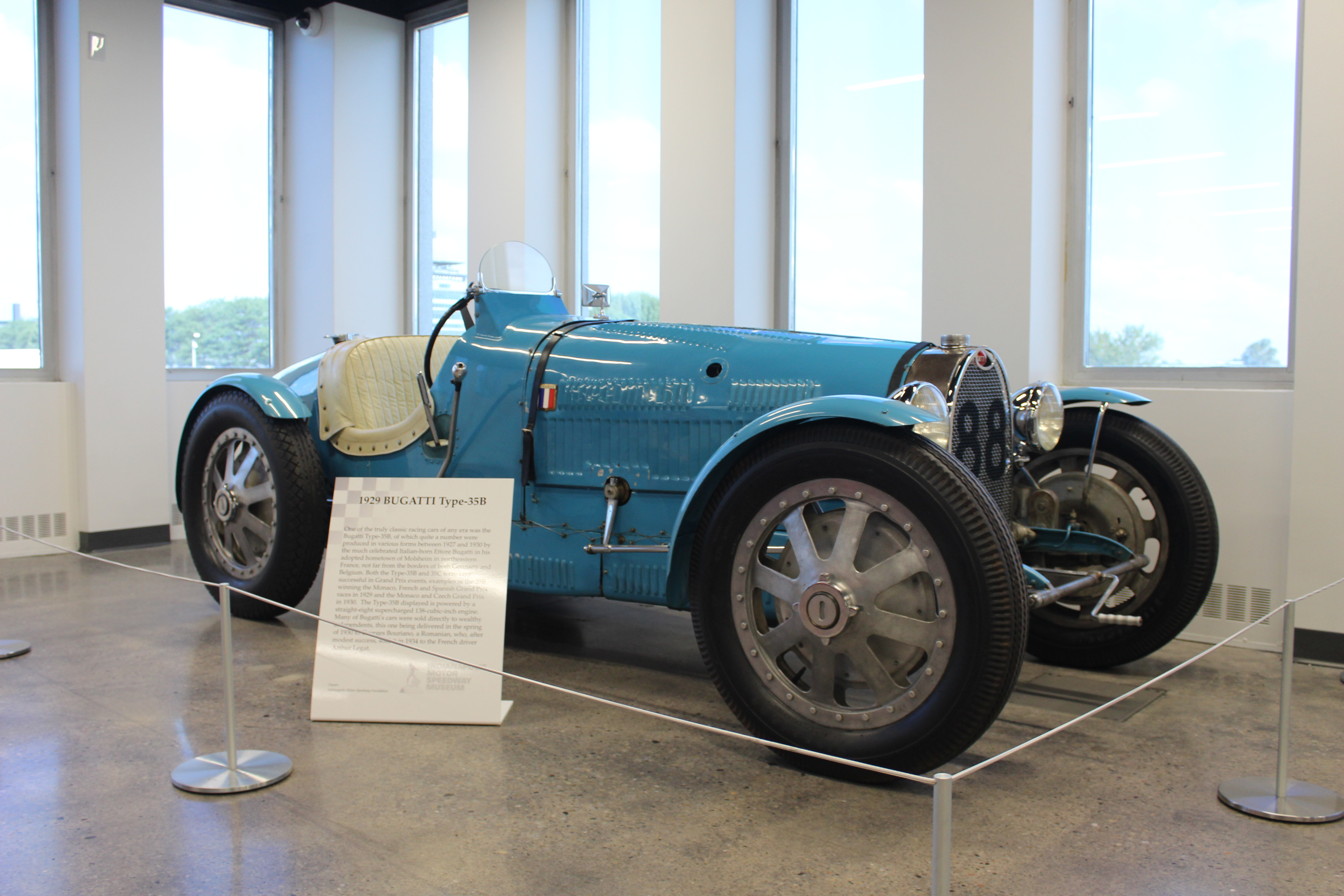
Bugatti type 35 B ayant eu comme premier propriétaire G.Burianu

- Course de côte de Malchamps (ou "Coupe de La Meuse" à partir de 1922) en 1925 et 1926, sur Speedsport 3,0 l (un châssis de Ford T, équipé d'un moteur à 16 soupapes construit par Jean Bartsoen).
- King's Cup en 1926 (une course de 24 Heures)[réf. souhaitée].
- Circuit de Thuin en 1927 (catégorie Sport, sur Bugatti).
- Meilleur temps au tour du Grand Prix des Frontières 1932 (à Chimay).
- Liège-Rome-Liège 1934 (victoire de classe, sur Bugatti).
  - 2e du Grand Prix d'Espagne 1928 (Sport, sur Bugatti Type 35C et meilleur tour en course, au circuit de Lasarte à 1 min 17 s du vainqueur après quatre heures de course).
  - 2e du premier Grand Prix de Monaco 1929 (sur Bugatti Type 35C).
  - 7e du premier Grand Prix de Dieppe 1929 (Bugatti Type 35C).
  - 7e du GP d'Espagne 1929 (Bugatti Type 35B, à Lasarte[1]).
  - 10e des 24 Heures de Spa 1927, sur Georges Irat (avec Ken Bartlett).